# Kristo Tohver
Kristo Tohver (11. juni 1981) er en estisk fodbolddommer. Han har dømt internationalt under det internationale fodboldforbund FIFA siden 2010, hvor han er indrangeret som kategori 2-dommer, der er det næsthøjeste niveau for internationale dommere. Han dømmer ved kvalifikationen til VM 2014, og har derudover også dømt i den lokale liga.